# Стівен Гілленбург
Сті́вен Мак-Да́нел Гі́лленбург (англ. Stephen McDannel Hillenburg; 21 серпня 1961, Форт Сілл, Команчі, Оклахома, США — 26 листопада 2018, Лос-Анджелес, Каліфорнія, США) — американський аніматор, письменник та морський біолог, що є творцем відомого мультсеріалу «Губка Боб Квадратні Штани». Був шоуранером перших трьох сезонів «Губки Боба». Був продюсером фільму «Губка Боб Квадратні Штани», який мав стати кінцем серіалу. Він покинув пост шоуранера, але «Nickelodeon» продовжили продюсувати епізоди мультсеріалу. Він брав участь в написанні сюжету для другого фільму-адаптації серіалу, Губка Боб: Життя на суші, який вийшов 2015 року.
Лауреат двох «премій Еммі» та шести «премій Енні» за мультсеріал про Губку Боба. 2017 року Гілленбург повідомив про діагностований в нього бічний аміотрофічний склероз, але настояв над тим що буде працювати над серіалом. 26 листопада 2018 він помер від хвороби у віці 57 років.

## Фільмографія

### Фільми
| Рік  | Назва                       | Роль                     | Примітки                                                    |
| ---- | --------------------------- | ------------------------ | ----------------------------------------------------------- |
| 1992 | The Green Beret             | ―                        | Режисер, сценарист, аніматор                                |
| 1992 | Wormholes                   | ―                        | Режисер, сценарист, аніматор                                |
| 2004 | Губка Боб і Корона Нептуна  | Папуга                   | Режисер, продюсер, сценарист, розкадрувальник, автор пісень |
| 2009 | Уся Правда про «Губку Боба» | Грає самого себе         | Документальний телефільм                                    |
| 2013 | Hollywood Blvd., USA        | ―                        | Режисер, продюсер, аніматор                                 |
| 2015 | Губка Боб: Життя на суші    | Дитина у колясці (голос) | Сценарист, виконавчий продюсер                              |
| 2020 | Губка Боб: Втеча Губки      | ―                        | Виконавчий продюсер, посмертна присвята                     |

### Мультсеріали
| Роки      | Назва                               | Роль | Примітки |
| --------- | ----------------------------------- | --- | --- |
| 1993―1996 | Сучасне Роккове життя               | ― | Режисер, креативний режисер, сценарист, продюсер, розкадрувальник |
| 1999―2018 | Губка Боб Квадратні Штани           | Папуга Потті (2000―2003; голос), Режисер (голос), Капітан на картині у заставці (рух рота), Шахтар (серія «The Sponge Who Could Fly») | Творець, виконавчий продюсер (1999―2018), сценарист (1999―2004), розкадрувальник (1999), режисер озвучування (1999―2004), посмертна присвята (серія «SpongeBob's Big Birthday Blowout») |
| 2005―2008 | Табір Лазло                         | ― | Творець, виконавчий продюсер, |
| 2007      | Diggs Tailwagger                    | ― | Сценарист |
| 2008      | The Mighty B!                       | ― | Спеціальна подяка (серія «So Happy Together/Sweet Sixteenth») |
| 2021      | Табір «Корал»: Дитинство Губки Боба | ― | Мультсеріал засновано на персонажах, створених Гілленбургом |